# Вулиця Професора Караваєва

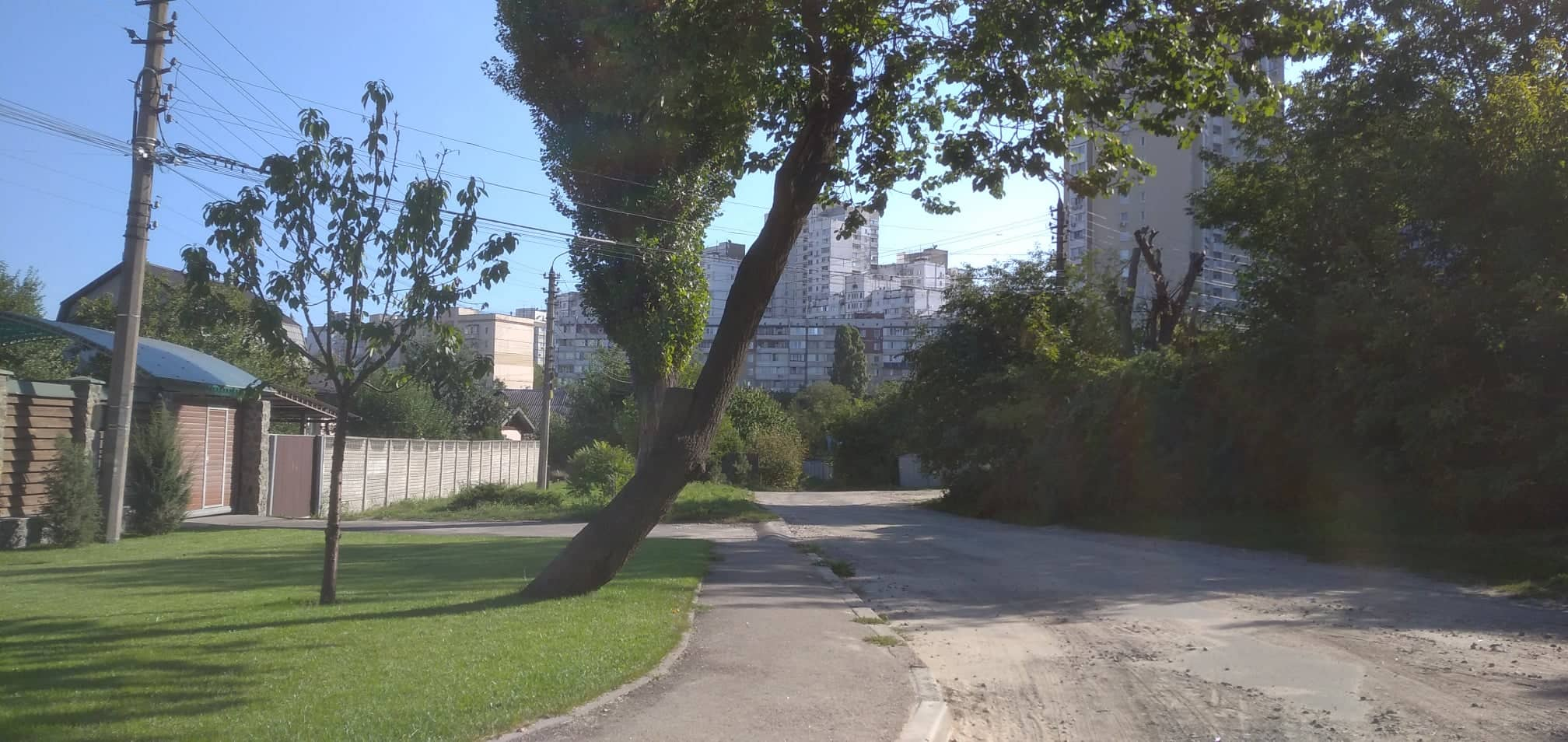
Вулиця Професора Караваєва

Ву́лиця Профе́сора Караває́ва — вулиця у Солом'янському районі міста Києві, місцевість Новокараваєві дачі. Пролягає від вулиці Тетяни Яблонської до вулиці Августина Волошина.
Прилучаються вулиці Академіка Тутковського і Долинна.

## Історія
Вулиця утворилася у 1-й половині ХХ століття під назвою Нова, з 1944 року — Малозалізнична. Сучасна назва на честь українського хірурга В. О. Караваєва — з 1962 року.